# Patrimonialgericht Höchst an der Nidder

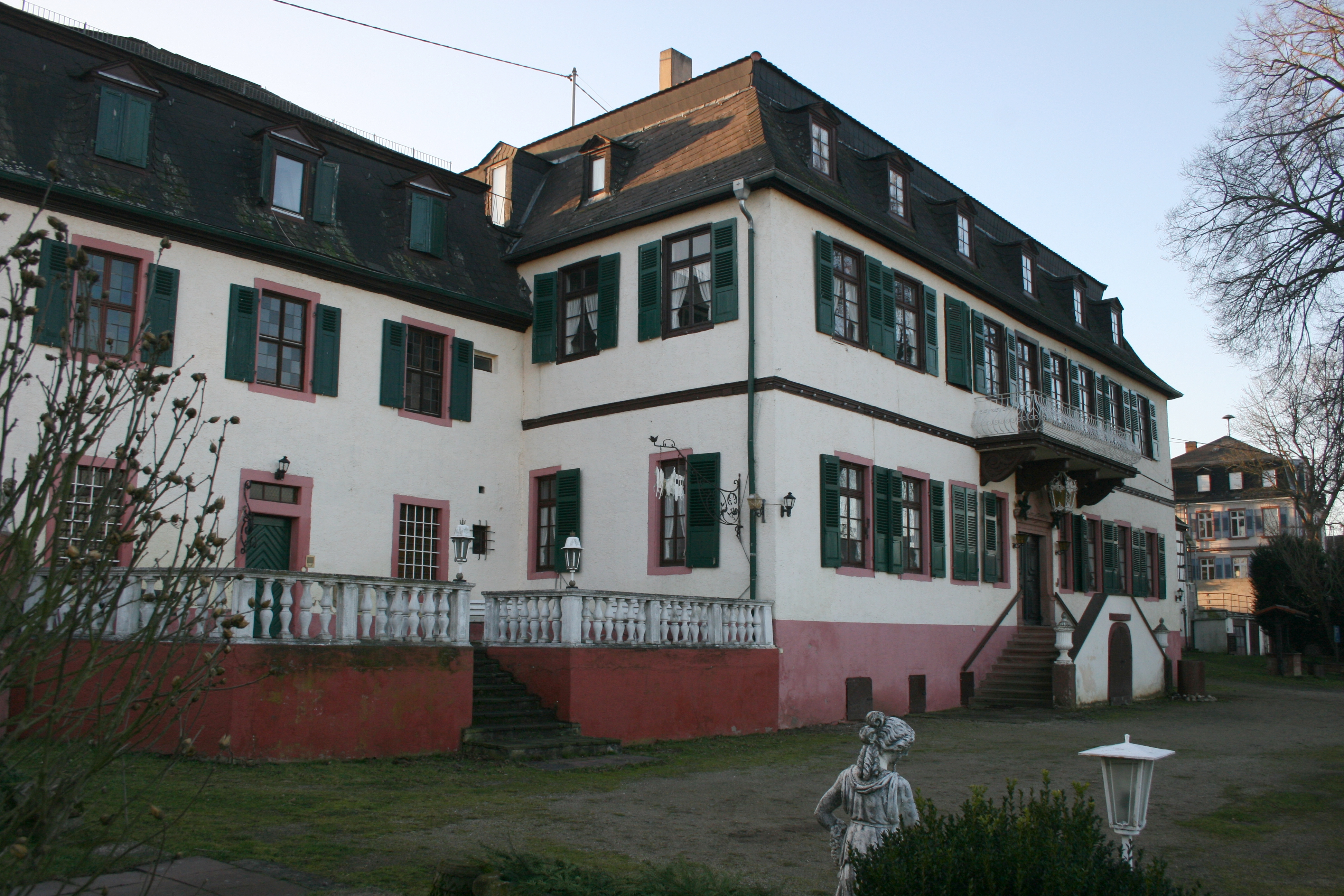
Schloss Günderrode, Sitz des Patrimonialgerichts Höchst an der Nidder

Das Patrimonialgericht Höchst an der Nidder war ein Patrimonialgericht, das ausschließlich das Dorf Höchst an der Nidder umfasste.

## Geschichte
Das Patrimonialgericht befand sich in der frühen Neuzeit zunächst in den Händen der Herren von Carben. Von ihnen kaufte es 1756 zusammen mit dem Dorf und der in der Folge „Schloss Günderrode“ genannten Anlage Johann Maximilian von Günderrode.
Mit dem Beitritt zum Rheinbund 1806 übernahm das Großherzogtum Hessen die staatliche Souveränität auch über Höchst an der Nidder. Die bisherige Herrschaft wurde damit mediatisiert, behielt aber ihre überkommenen Rechte, wozu auch das Patrimonialgericht Höchst an der Nidder gehörte.
Die Patrimonialgerichtsbarkeit umfasste nicht nur die erstinstanzliche Rechtsprechung, sondern auch eine Reihe von Kompetenzen im Bereich der öffentlichen Sicherheit und Ordnung, ähnlich der eines Amtes in größeren Territorien. Das Großherzogtum Hessen war im Sinne des staatlichen Gewaltmonopols bestrebt, die mit dem Patrimonialgericht verbundenen hoheitlichen Kompetenzen selbst zu übernehmen.
Nach der umfassenden Justiz- und Verwaltungsreform von 1821 im Großherzogtum kam es 1823 zu einem entsprechenden Abkommen zwischen dem Staat und der Familie Günderrode: Der Staat übernahm das Patrimonialgericht. Die bisher von dem Patrimonialgericht wahrgenommenen Verwaltungsaufgaben teilte er dem Landratsbezirk Vilbel, die Aufgaben der Rechtsprechung dem Landgericht Großkarben zu. Das Patrimonialgericht hörte damit zu bestehen auf.